# يان
يان (بالإسبانية: Jan)‏ هو فنان قصص مصورة إسباني، ولد في 13 مارس 1939 في Villadecanes ‏ في إسبانيا.